# نادية كرم
نادية كرم (24 مارس 1959 -)، ممثلة مصرية مثلت في الكويت.

## عن حياتها
ولدت في السعودية وبعمر السنة انتقلت مع والدها المصري ووالدتها اللبنانية إلى الكويت والتي عاشت ومثلت فيها حتى قرار إبعادها عام 2022. وهي شقيقة الفنانة عبير أحمد وقد دخلا سويًا للمجال الفني بعام 1997 خلال الأدوار الصغيرة. منحتها الفنانة حياة الفهد شخصية خديجة في مسلسل «الشريب بزة» التي عرفت من خلالها للجمهور، وسبق ذلك ايضًا براعتها بتقديم دور الأم اللبنانية «أم رامي صنوبر» خلال مسلسل سوق المقاصيص.

## أعمالها

### من المسلسلات
1. إثنان على الطريق.
2. مطبات.
3. زمان الإسكافي.
4. محطات - سهرة تلفزيونية.
5. داووديات - برنامج.
6. سوق المقاصيص.
7. صالح وطالح.
8. الجعدة.
9. أنا حر.
10. الشريب بزة.
11. كرت أحمر.
12. خالتي وعمتي.
13. الحيالة.
14. أحلام طواش.
15. عليك سعيد و مبارك.
16. فريج صويلح.
17. الاختيار الصعب.
18. خال الحكم.
19. غلطة عمر.
20. الإختبار الصعب.
21. الرحى.
22. عتيج الصوف.
23. مذاكرت أمونة.
24. عيال الفقر.
25. الأخ صالحة.
26. تاكسي تحت الطلب.
27. زهور عمري.
28. دار الزمن.
29. عائلتي.
30. مسك وعنبر.
31. جامعة أي شي.
32. بنات فاطمة.
33. رسائل من صدف.
34. موزة و لوزة.
35. المقرود.
36. حريم عنزروت - الجزء الأول و الثاني.
37. عواطف.
38. عيني عينك - برنامج - الجزء الثالث و الرابع والخامس.
39. البيت المسكون.
40. ساهي الفاهي.
41. البلتشي.
42. ليلة عيد.
43. الثمن.
44. 2 في الاسعاف.
45. سعيد الحظ.
46. باب الفرج.
47. بو كريم برقبته سبع حريم.
48. كنة الشام وكناين الشامية.
49. خوات دنيا.
50. مطلقات صغيرات.
51. أنت عمري.
52. الناس أجناس 2.
53. جلثم وميثة.
54. أمنا رويحة الجنة.
55. سعد وخواته.
56. سنابات.
57. بياعة النخي.
58. نوايا.
59. على ذمة التحقيق.
60. الوجة المستعار.
61. إلي ماله أول.
62. دكتوراة في الحب.

### من المسرحيات
- نبيك تفوز.
- حكم الحاس.
- فضيحة.
- آه يا درب الزلق.
- سوبر سطار.
- عايلة قرقيعان.
- شهر عسل بصل.

### من الأفلام
- كيوت.

## خروجها من الكويت وأسباب إبعادها
تم استبعادها وترحيلها من دولة الكويت نهائياً عام 2022 نتيجة مخالفتها قانون الإقامة في الوقت الذي أشارت فيه تقارير صحفية إلى أنها لم تسع لتجديد إقامتها بعد انتهاء صلاحيتها وأقامت في الكويت لأشهر بإقامة منتهية الصلاحية ، في حين أن السلطات الكويتية المحلية حجزتها في دائرة الإبعاد لمدة عشرة أيام إلى أن صدر قرار بترحيلها عن الكويت.

## روابط خارجية
- نادية كرم على موقع IMDb (الإنجليزية)
- نادية كرم على موقع قاعدة بيانات الأفلام العربية